# Navarrus d'Acqs
Navarrus d'Acqs ou Navarre d'Acqs est un prélat catholique du XIIIe siècle. Il est évêque de Couserans de 1208 à 1211.

## Biographie
Fils de Raymond Arnaud II de Gascogne, (+ 1167) vicomte d'Acqs et seigneur de Mixe et d’Étiennette, comtesse de Bigorre également connue sous le nom de Stéphanie de Bigorre (ou de Barcelone) — veuve de Centulle II de Bigorre —. Il est d'abord chanoine d'Acqs avant d'embrasser la règle des Prémontrés. 
Il succède à Michel de Verdun et devient le quatrième abbé de l'Abbaye de Combelongue. Légat du pape Innocent III, c'est à ce titre qu'il prend part aux querelles religieuses entre Catholiques et Cathares à Montréal (Aude) et au Colloque de Pamiers (1207). 
Élu évêque de Couserans en 1208, il résigne la même année à l'abbaye de Combelongue. Il fonde en 1209 l'abbaye de Divielle qu'il confie aux religieux de Saint-Norbert. Il occupe le siège épiscopal de Couserans jusqu'en 1211. Il est suffragant d'Auch de 1208 à 1215.  
Son zèle et son éloquence le font surnommer « la terreur et le marteau des hérétiques albigeois » (persecutor et malleus hereticorum).

### Sources et bibliographie
- Hugues du Tems, Le clergé de France, ou tableau historique et chronologique des archevêques, évêques, abbés, abbesses et chefs des chapitres principaux du royaume, depuis la fondation des églises jusqu'à nos jours, Brunet, Paris, 1774, Lire en ligne
- Auguste Dompnier de Sauviac, Saint Vincent de Sentes, patron de Dax et sa cathédrale, étude historique et archéologique, Dax, 1885, p. 87 Lire en ligne
- « Le monde des chanoines (XIe - XIVe s. » dans Cahiers de Fanjeaux, Privat, 1989 - 406 pages
- André Léon Goovaerts, Placide Fernand Lefèvre, Écrivains, artistes et savants de l'ordre de Prémontré, Société belge de librairie, 1899